# Maurice Leloir
Pour les articles homonymes, voir Leloir (homonymie).
Maurice Leloir, né le 1er novembre 1853 à Paris où il est mort le 7 octobre 1940, est un peintre aquarelliste, dessinateur, graveur, écrivain et collectionneur français.

## Biographie
Fils et élève du peintre Auguste Leloir et de l'aquarelliste Héloïse Suzanne Colin fille du peintre Alexandre Colin, il expose peintures et aquarelles à partir de 1876 au Salon de Paris puis au Salon des artistes français, dont il devient sociétaire. Il participe avec de nombreux autres peintres à l'École de Crozant dans les vallées creusoises.
Autour des années 1890, Maurice Leloir et ses élèves inondent le marché du livre d'images, inspirées de photographies, représentant avec exactitude les costumes et les attitudes du passé, très appréciées des bibliophiles. Illustrateur prolifique de livres, notamment pour enfants, comme le Richelieu de Théodore Cahu, de revues et d'éventails, il fonde la Société d'histoire du costume en 1907.
Son frère, Alexandre-Louis Leloir, également illustrateur, fut un peintre reconnu. 
Guy de Maupassant lui dédia en 1884 la nouvelle Idylle.

## Œuvre

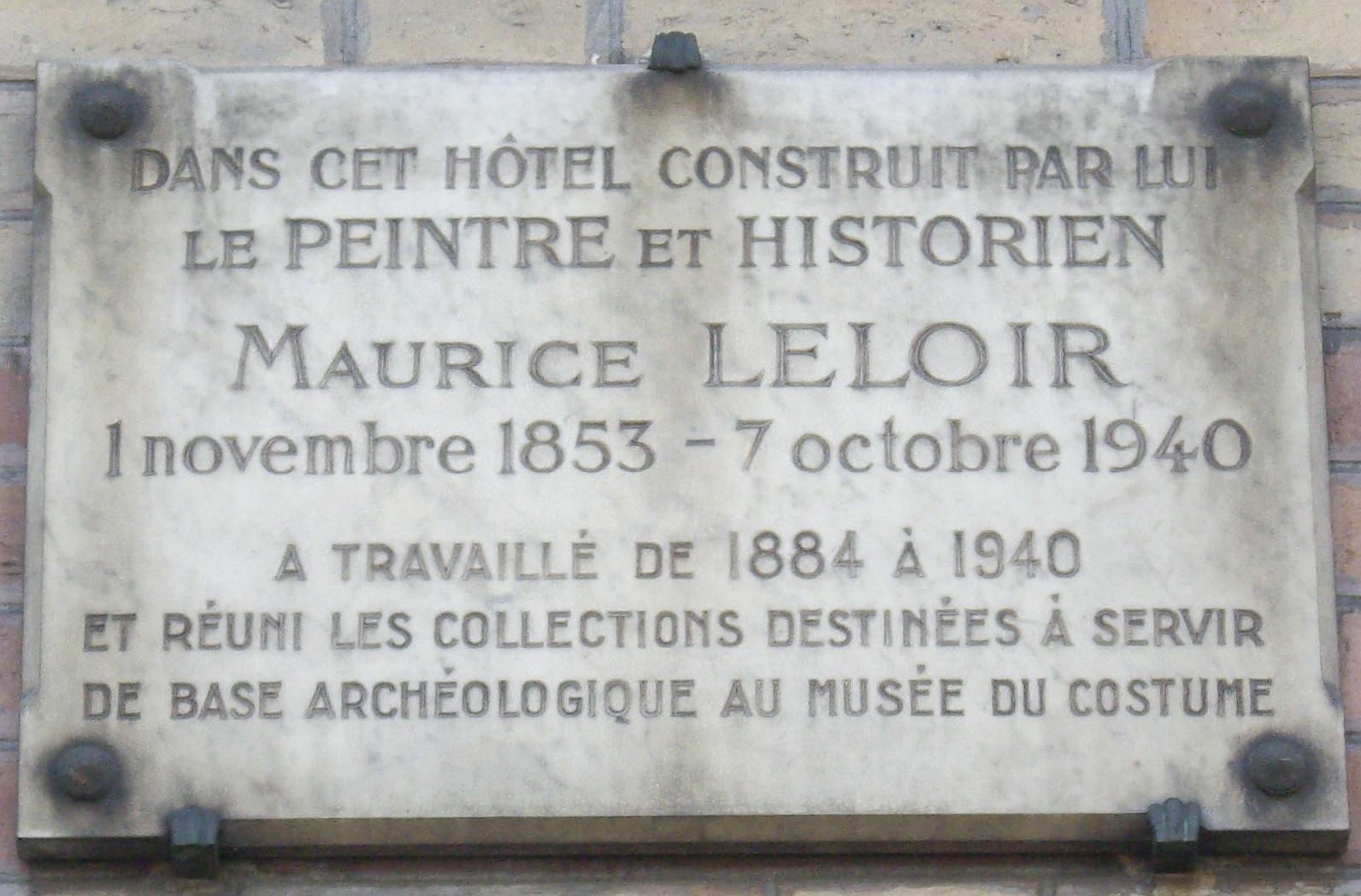
Plaque commémorative du 21 avenue Gourgaud ou résida Leloir.

Maurice Leloir écrit lui-même un ouvrage, synthèse de son idéal artistique, illustré de quatre vingt aquarelles, Une femme de qualité (Joyant Manzi & Cie, Paris, 1878).
Maurice Leloir réalise quelques tableaux dont La maison Fournaise (huile sur bois) exposé au musée Fournaise de la ville de Chatou, mais malheureusement volé en 1999.
Sa fille, Suzanne Leloir, le représente dans son atelier sur une toile conservée au musée Gallé-Juillet.

### Publications
- Bernardin de Saint-Pierre (Illustrations de Maurice Leloir), Paul et Virginie, Paris, Librairie artistique, H. Launette et Cie 1888, 29 × 28 cm, 208 p.
- Alexandre Dumas (121 et 128 dessins de Maurice Leloir gravés sur bois par Jules Huyot), Les Trois Mousquetaires, Paris, Calmann Lévy, 1894, 30 × 21 cm, 2 volumes de 502 et 473 p.
- Une femme de qualité au siècle passé, Paris, 1778, Paris : J. Boussod, Manzi, Joyant et Cie, 1899
- Alexandre Dumas (113 et 129 dessins de Maurice Leloir gravés sur bois par Jules Huyot), La dame de Monsoreau, Paris, Calmann Lévy, 1903, 30 × 21 cm, 2 volumes de 499 et 488 p.
- Georges-Gustave Toudouze (ill. Maurice Leloir), Le Roy soleil, Paris, Boivin & Cie, 1904 (réimpr. 1908, 1917, 1931) (1re éd. 1904), 92 p., 37,2 × 30,3 cm Relié pleine percaline bleue, premier plat estampé d'un décor polychrome représentant le Roy soleil, titre estampé doré en long au dos (lire en ligne)
- Georges-Gustave Toudouze (Illustrations de Maurice Leloir),  Le Voltigeur hollandais, Paris, Hachette 1911, réimpression : 1913, 27,8 × 18,0 cm, 264 p.
- Théodore Cahu (ill. Maurice Leloir), Richelieu, Paris, Combet et Cie, 1904 (1re éd. 1901), 84 p., 37,4 × 30,5 cm Relié pleine percaline vert lierre, premier plat estampé d'un décor polychrome représentant Richelieu
- Cinq mois à Hollywood avec Douglas Fairbanks, Paris: J. Peyronnet et Cie, 1929
- Histoire du costume de l'Antiquité à 1914, t. VIII-XII, ouvrage publié sous la direction de Maurice Leloir, préface d'Henri Lavedan, Paris : Ernst, 1933-1949
- Dictionnaire du costume et de ses accessoires, des armes et des étoffes: des origines à nos jours, Paris : Gründ, 1950
- Les Confessions de Jean-Jacques Rousseau. Maurice Leloir illustre (eaux-fortes gravées par Champollion, Teyssonieres, Milius, Ruet, etc.) une superbe édition (préfacée par Jules Claretie) en 2 volumes in-4° (sur vélin de luxe plus 48 vol. de grand luxe sur Japon) publiée par la librairie artistique H. Launette, en 1889; ces illustrations sont reprises dans une nouvelle édition à la librairie Jules Tallandier, vers 1925 (3 volumes in-8° reliés Collection « Les chefs-d'œuvre de l'esprit »).

Le Roy soleil
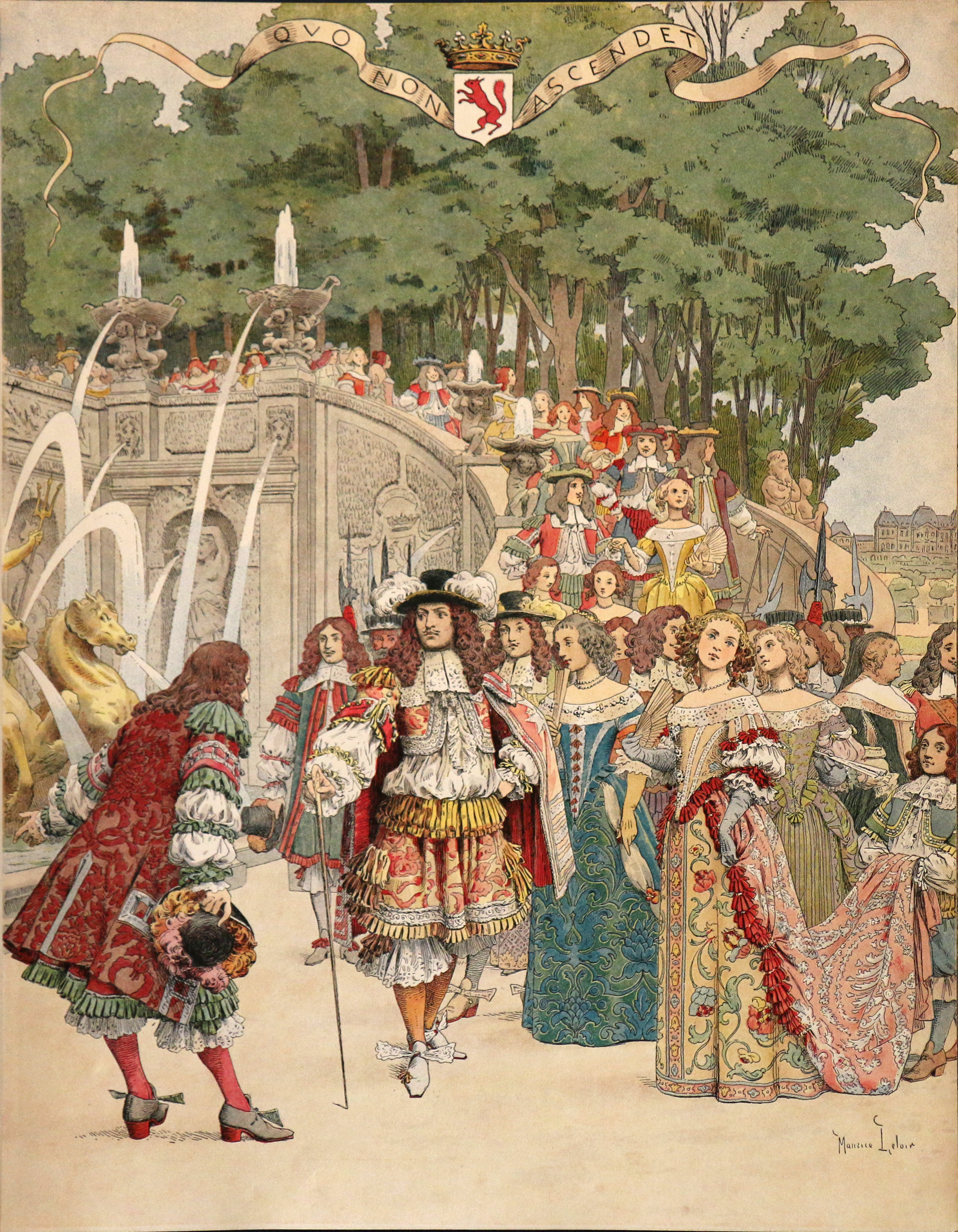
Nicolas Fouquet recevant le roi à Vaux
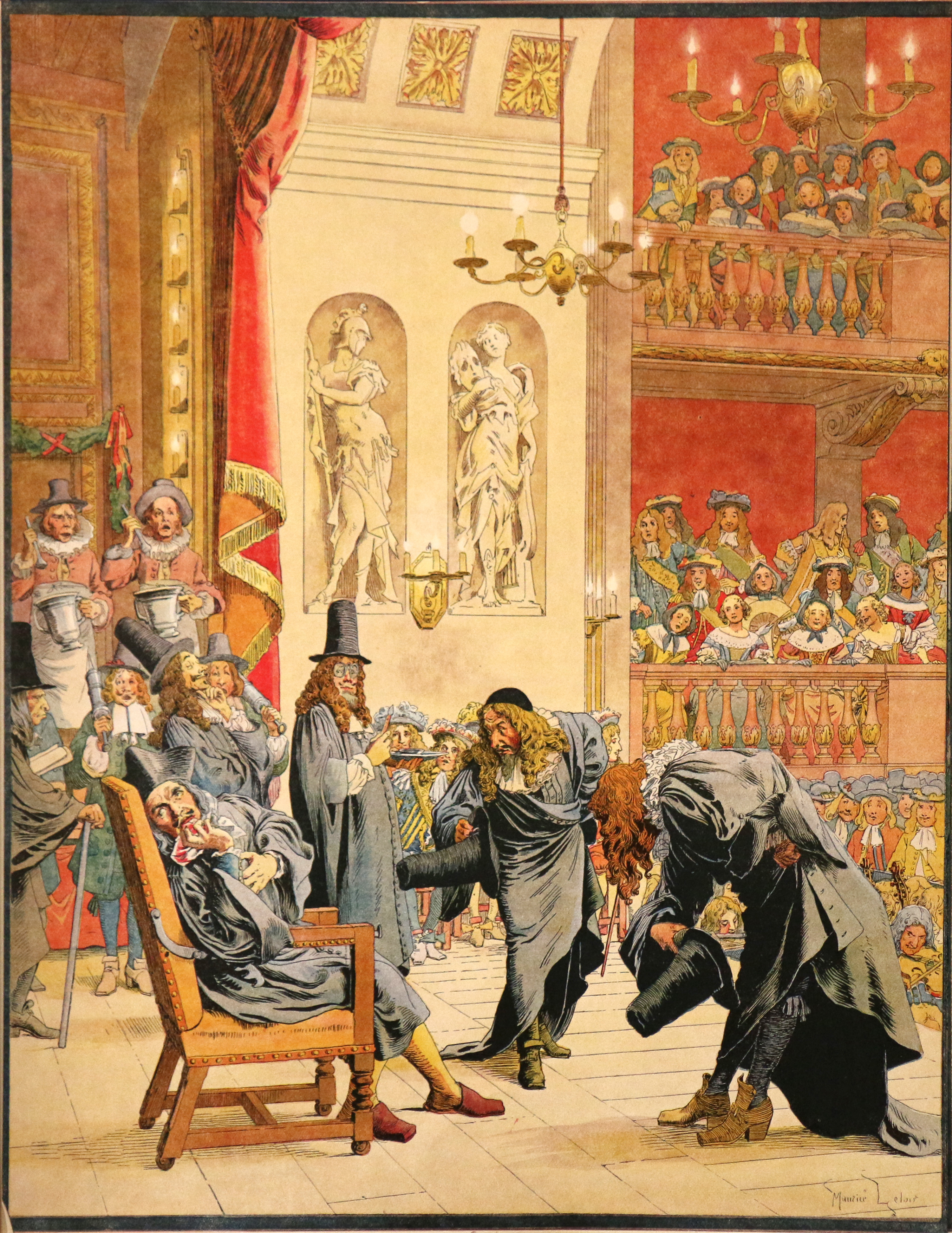
La dernière représentation de Molière
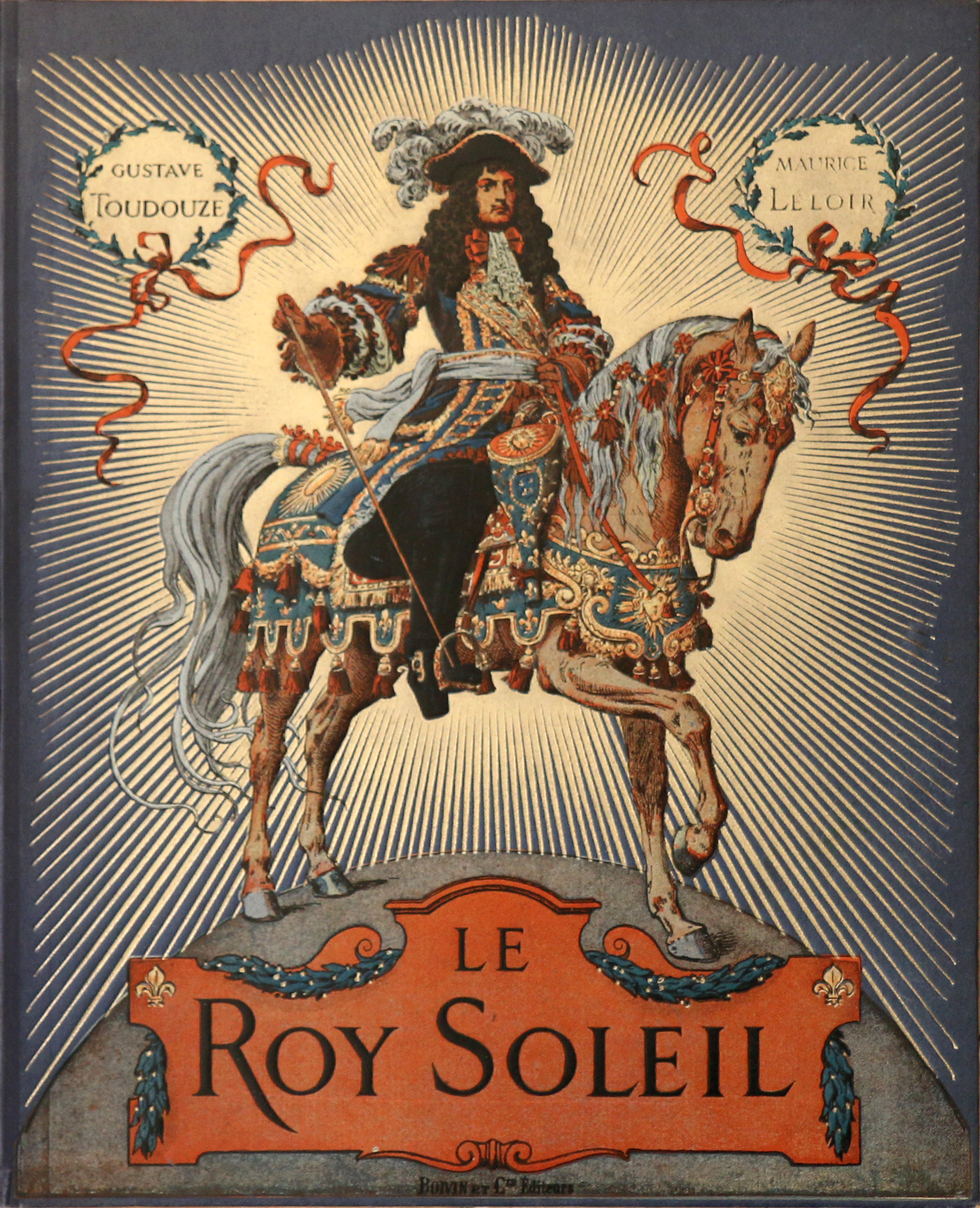
Premier plat du livre
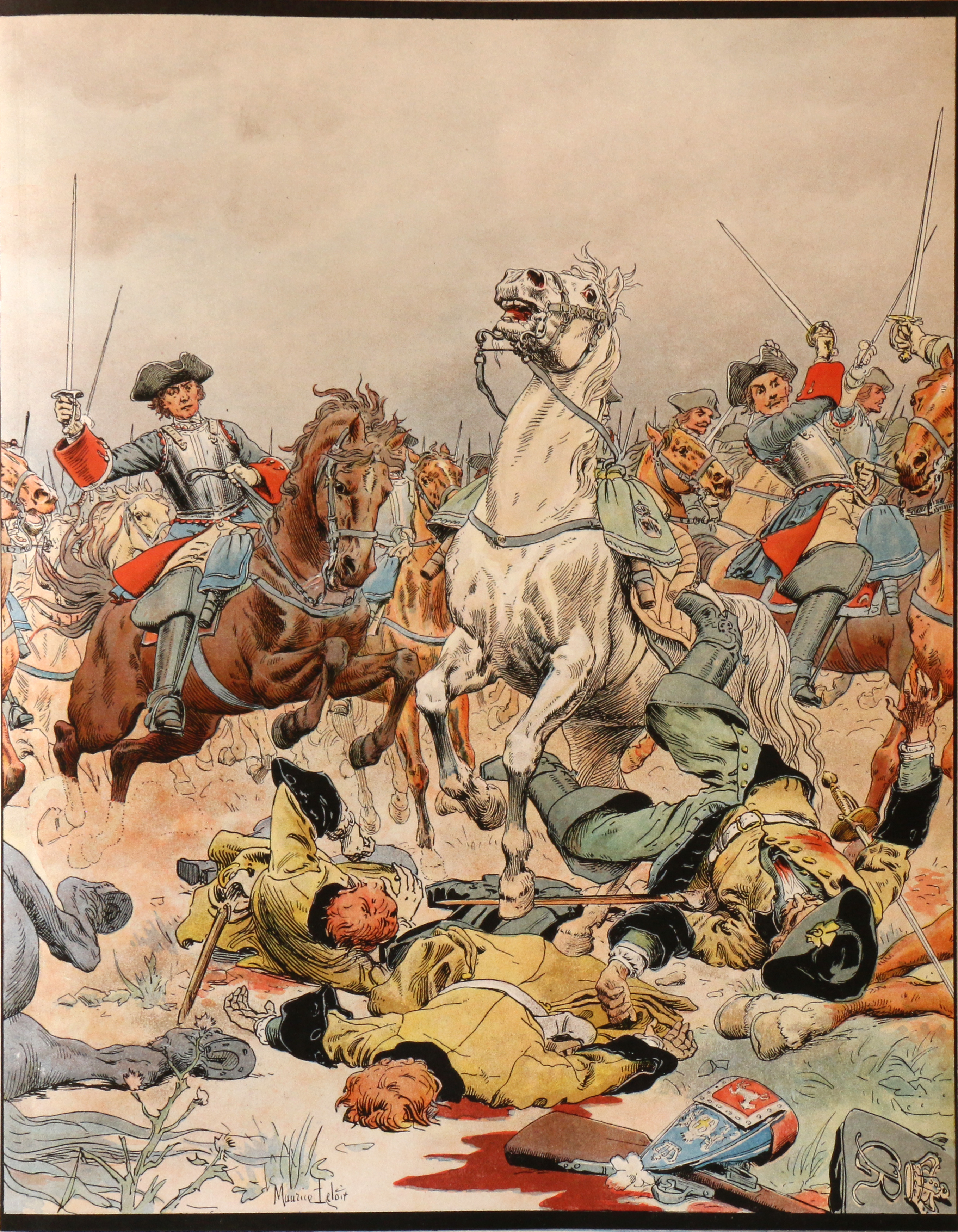
Bataille de Malplaquet
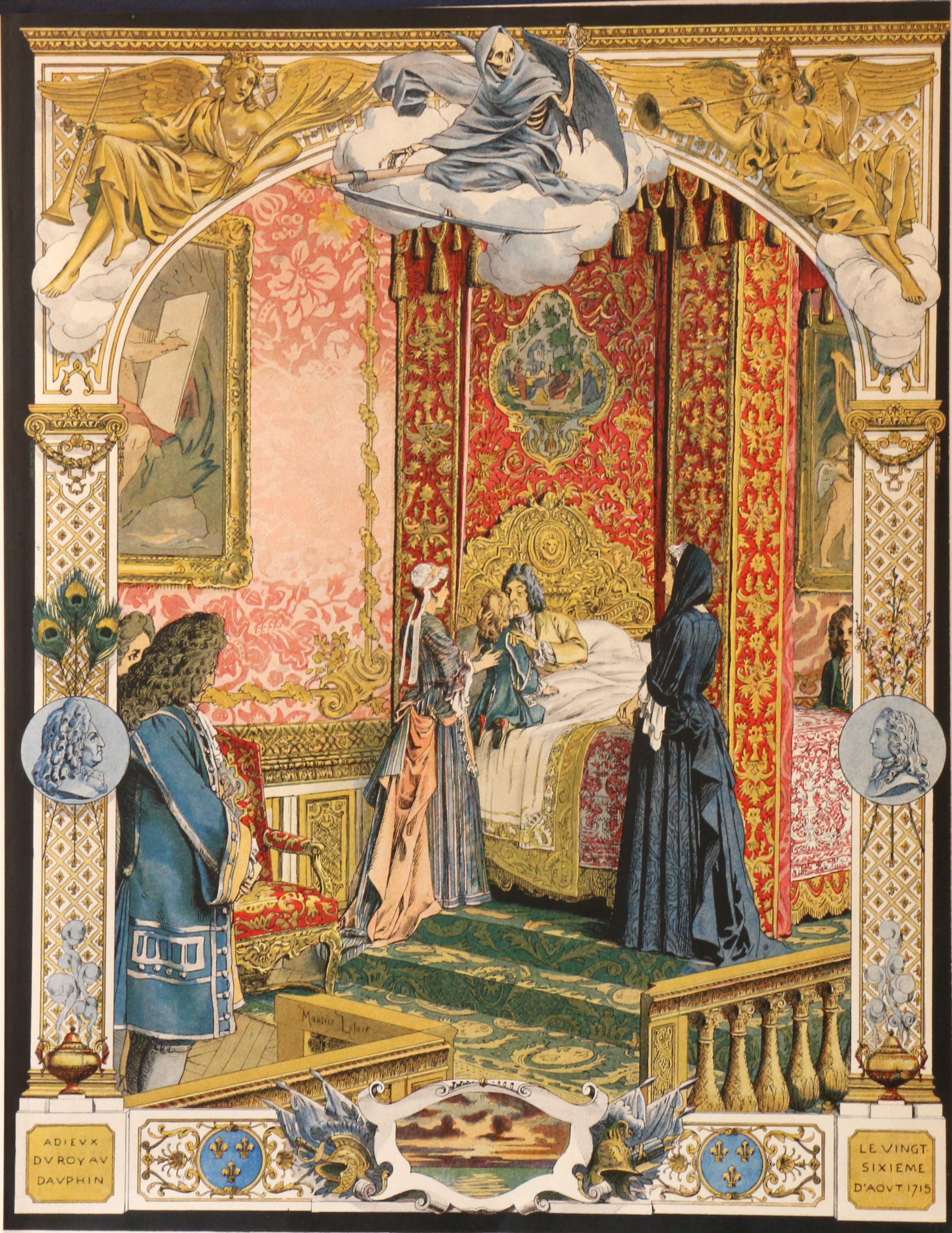
Louis XV béni par Louis XIV mourant

La dame de Monsoreau
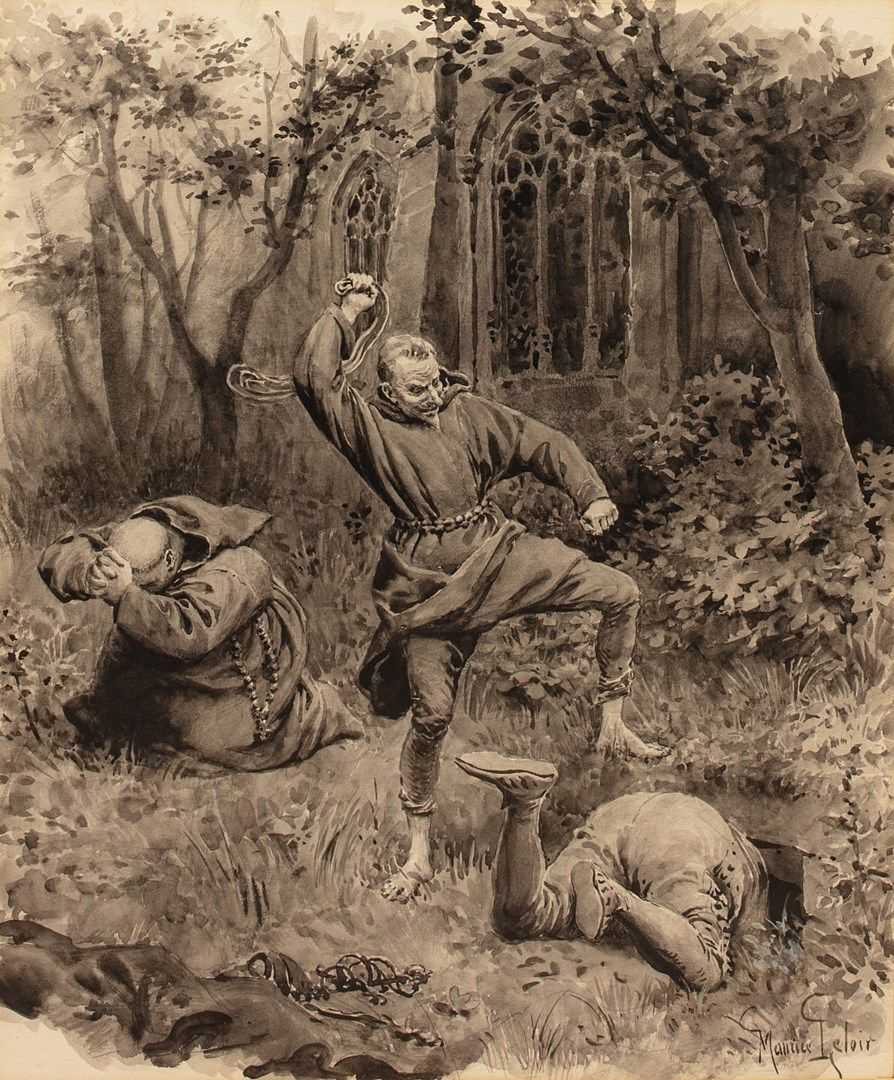
Chicot fouettant Mayenne devant le moine Gorenflot.
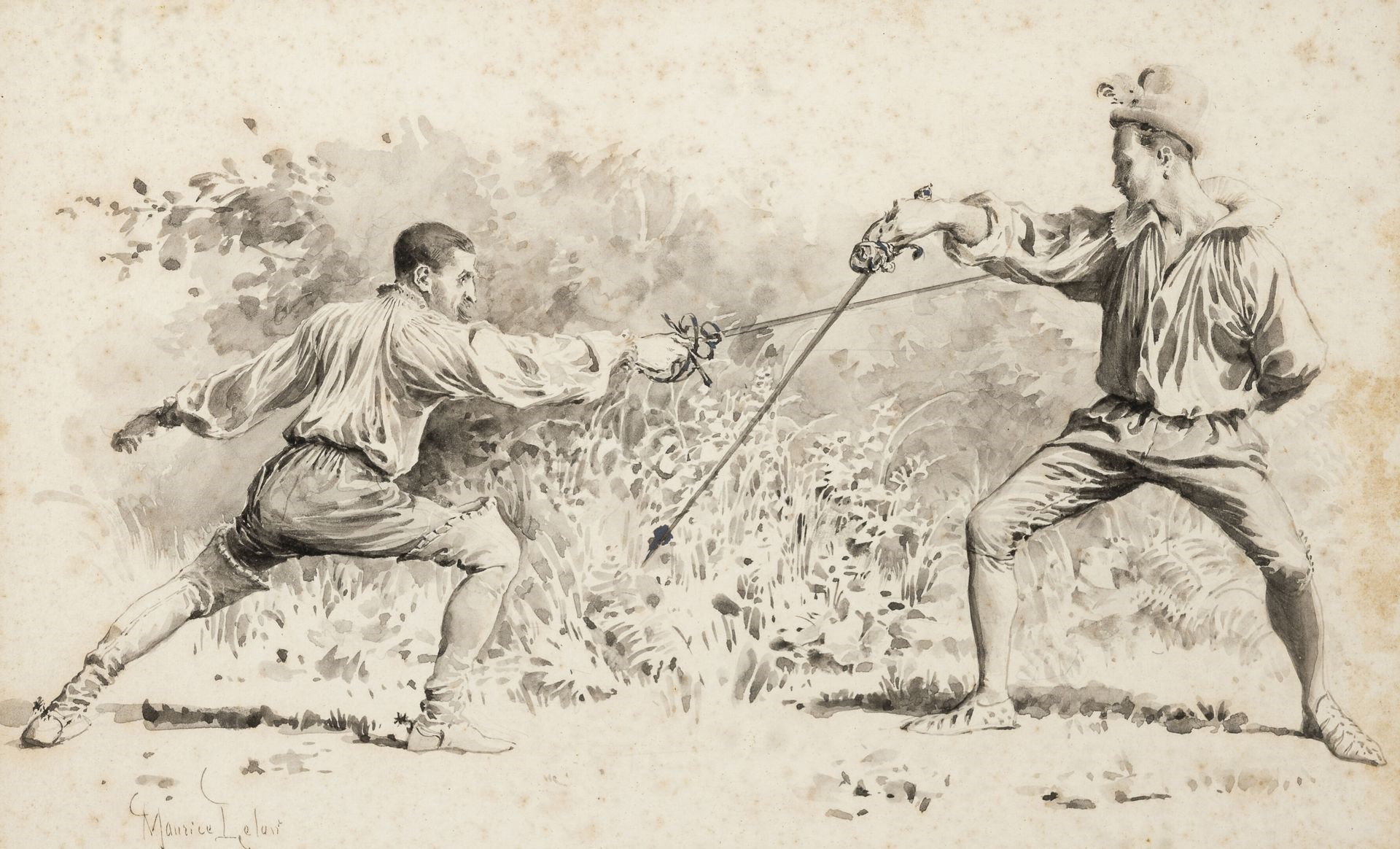
Duel à l'épée entre Saint-Luc et Monsoreau.
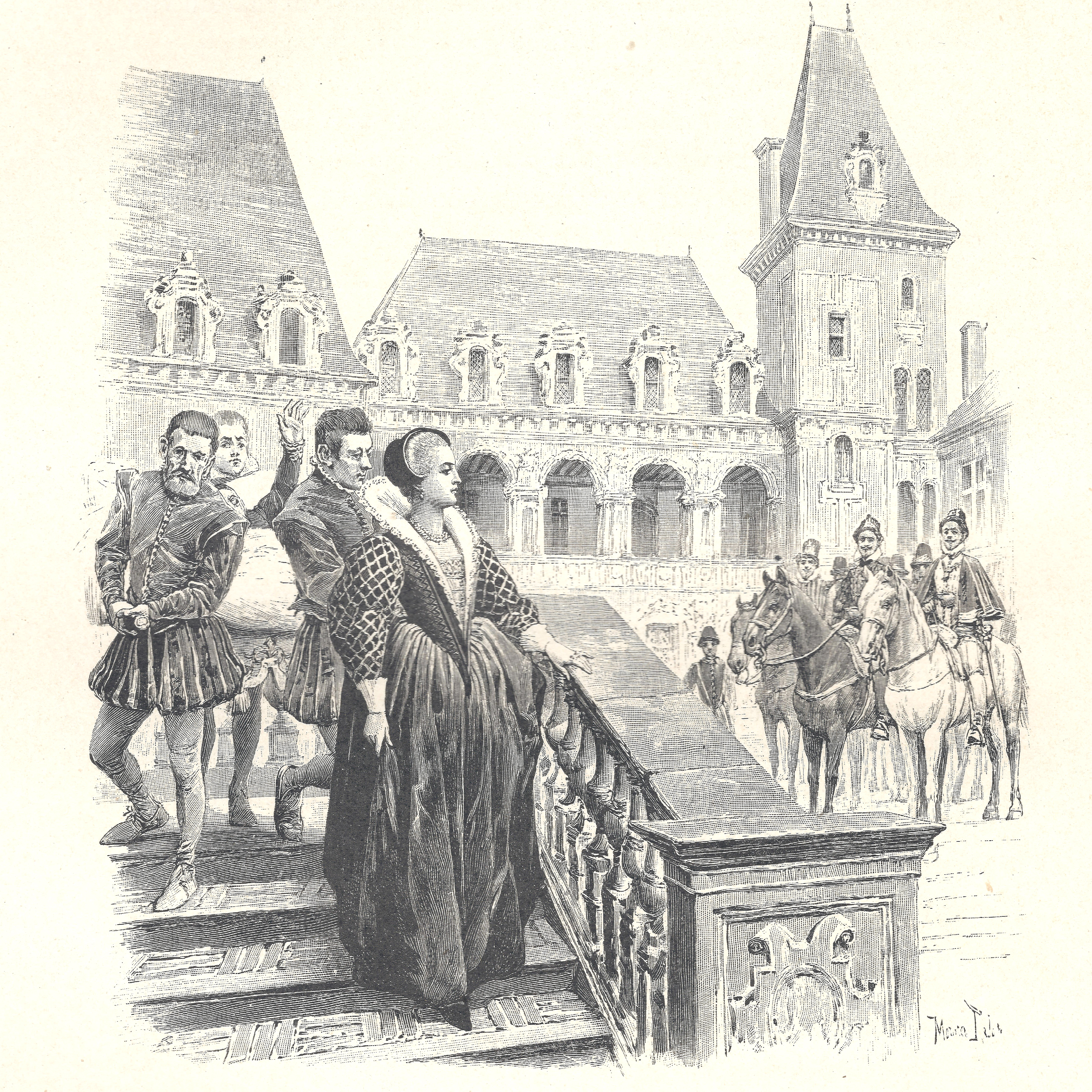
Maison
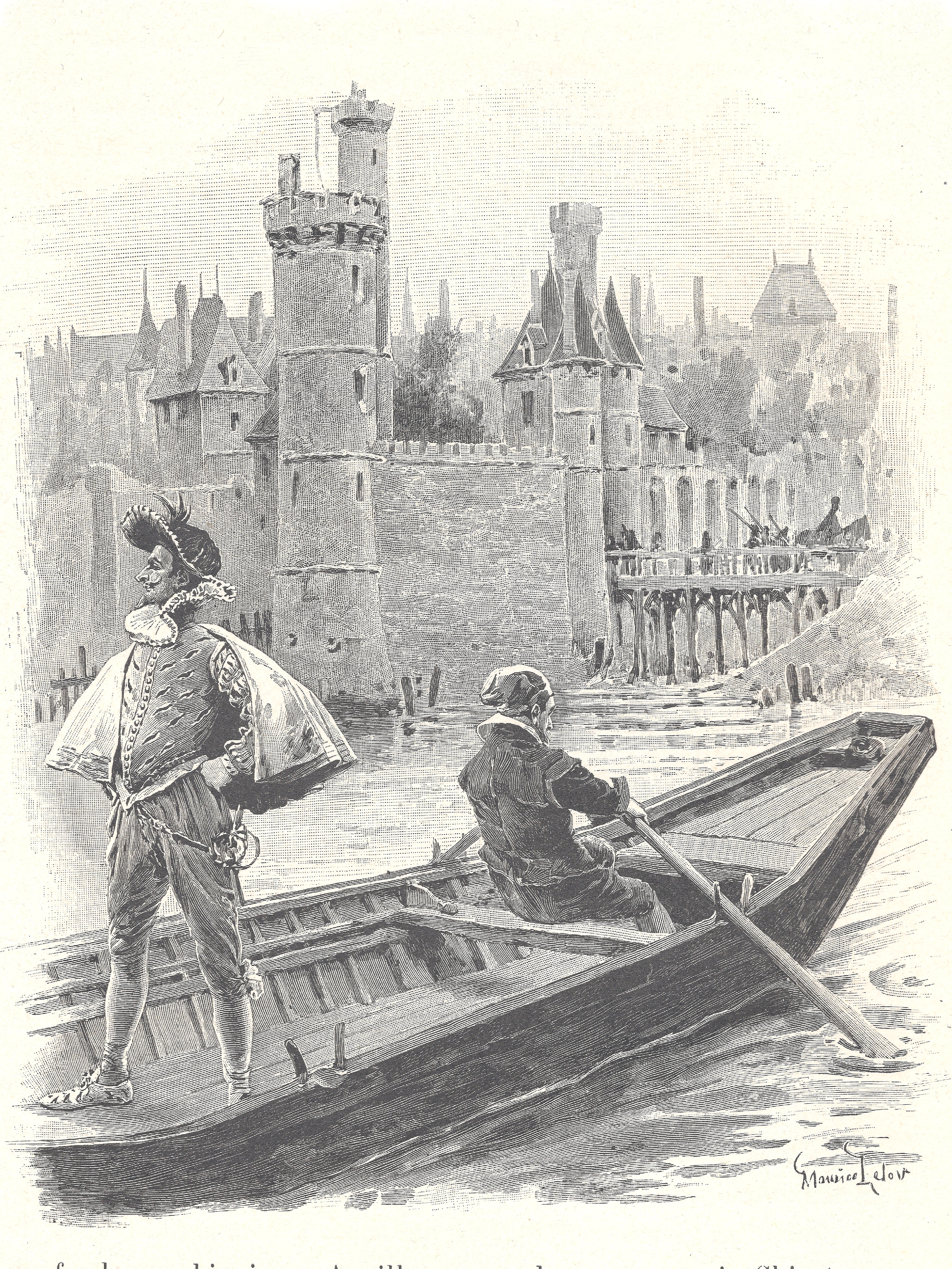
Passage de la Seine au bac de Nesle.
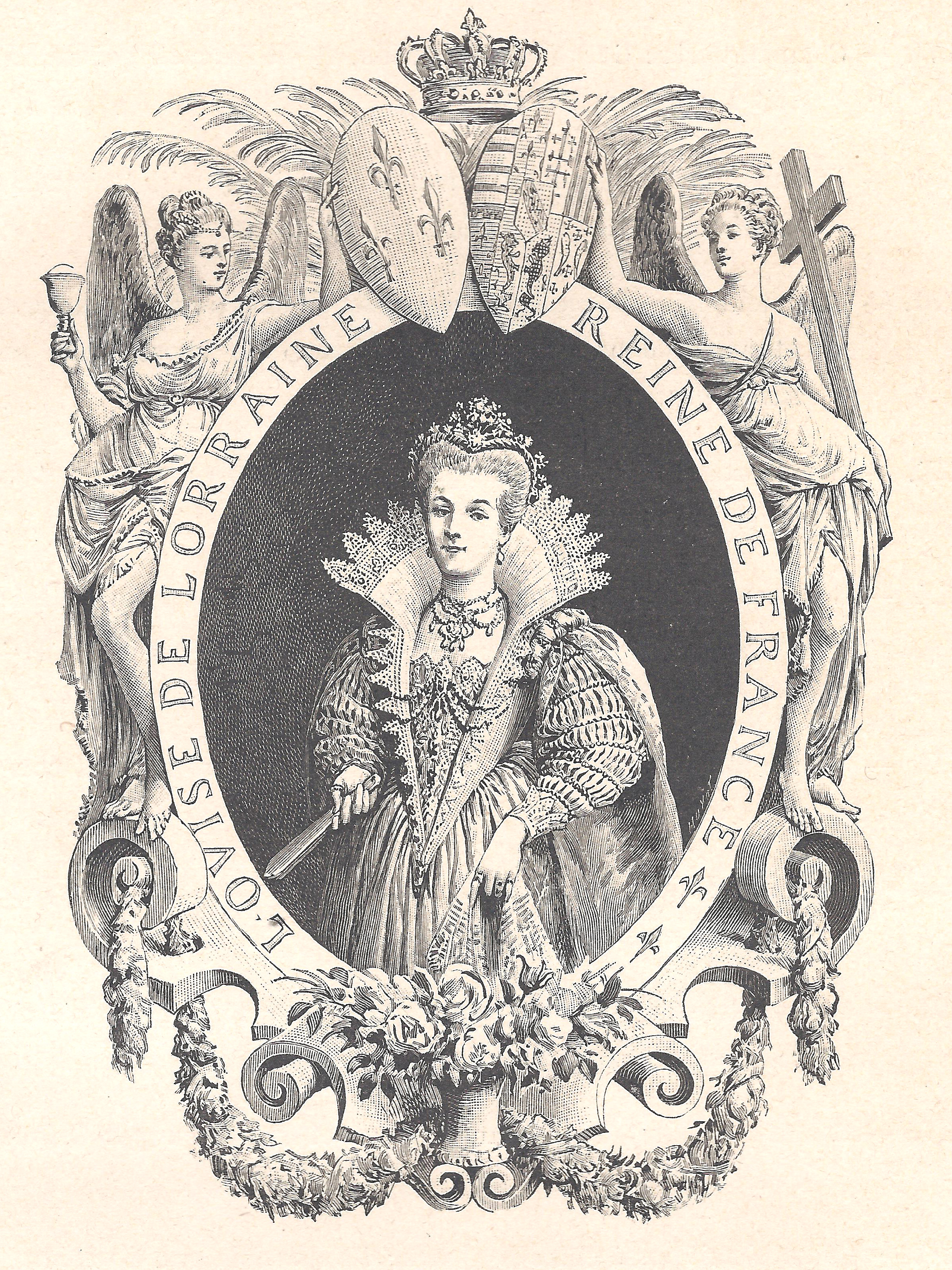
Louise de Lorraine, reine de France